# Vidyaranya
Vidyāraṇya (devanāgarī : विद्यारण्य), littéralement « forêt de sagesse », auparavant nommé Mādhavācārya (1297 - 1386) était un religieux, renonçant et philosophe indien de l'Advaita Vedānta. Il fut l'un des premiers supérieurs de l'institution monastique (maṭha) de Shringeri de 1375 à 1386,. Il est connu pour être l'auteur du célèbre Pañcadaśī (« Traité en 15 chapitres »). Vidyaranya aurait été conseiller des premiers rois de Vijayanagar et l'un des chefs spirituels de la principale branche du Védanta fondée par Adi Shankara.  

## Biographie
Sa biographie reste toujours l'objet d'études d'historiens car elle comporte beaucoup d'incertitudes et de lacunes. Toutefois, en lisant ses écrits, il appert qu'il portait également le nom de Madhava. C'est sous ce nom qu'il a rédigé de nombreux écrits philosophiques de l'Advaita Vedanta lorsqu'il avait la charge du monastère de Shringeri (qui existe toujours aujourd'hui). Dans l'introduction de son livre Parasara-Madhaviya, il confie qu'il est le fils de Mayana et de Srimati, et le frère de Sayana et de Bhoganatha. Il précise également qu'il était le disciple de Vidyatirtha et de Bharatirtha. 

## Œuvres
- Anubhūtiprakāśa
- Jīvan-mukti-viveka
- Jaiminīya nyāyamālā
- Kāla-mādhavīya
- Pañcadaśī
- Parāśara-mādhavīya
- Parāśara-smṛti vyākhyāna
- Smṛti sangraha
- Sarva-Darshana-Samgraha (en) (« Compendium de tous les systèmes »)

Dans ce dernier ouvrage, généralement attribué à Vidyāraṇya, l'auteur présente l'advaïta vedanta comme le couronnement des différents darshana, dont chacun serait une sorte de préfiguration (et donc une approche partielle) du non-dualisme de Shankara. Par ailleurs, il est l'un des auteurs d'une importante littérature de manuels rattachés à la  mimamsa.